# Simon Farnaby
Simon Farnaby (Darlington, 2 de abril de 1973) é um ator, escritor e comediante britânico.